# Mumba Devi-templet

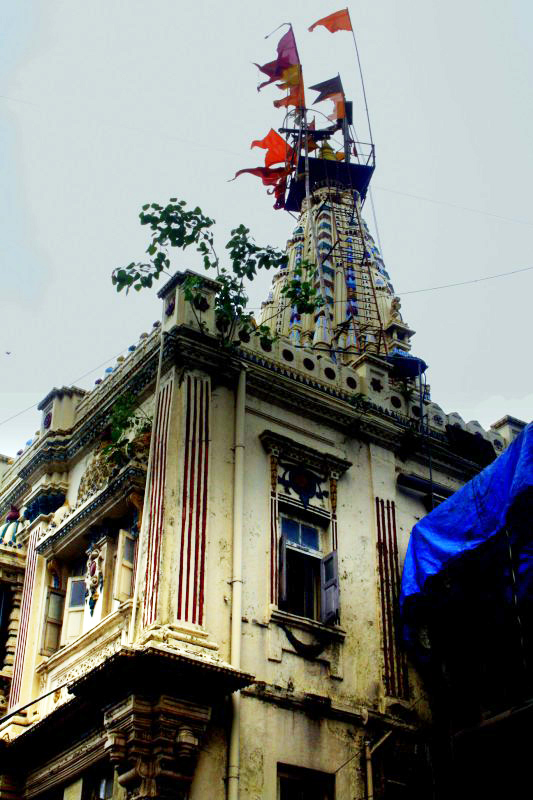
Mumba Devi-templet.

Mumba Devi-templet är ett gammalt hinduiskt tempel, i Bombay, Indien. Templet är tillägnat Mumbā, den lokala inkarnationen av modersgudinnan Devi. Marathis Mumbā kommer från sanskrits Mahā-Ambā ("stor moder"), och Mumbāī (marathi för Bombay) kombinerar namnet med aī, marathi för "moder".
Medan hinduiska sekter tillägnad gudinnan Mumbadevi finns beskrivna så långt bak som under 1400-talet, sägs det att templet byggdes 1675 av en hinduisk kvinna, också med namnet Mumba. 
Mumba var skyddsgudinna för agri (saltsamlarna) och kolis (fiskarna), de ursprungliga invånarna på Bombays sju öar. Mumba finns avbildad som en svart stenstatyett inne i templet.